# Ceutorhynchus alliariae
Ceutorhynchus alliariae är en skalbaggsart som beskrevs av Brisout de Barneville 1860. Ceutorhynchus alliariae ingår i släktet Ceutorhynchus, och familjen vivlar. Arten är reproducerande i Sverige.